# Gurgura
Els Gurgura són un clan somali que viu a la regió de Dire Dawa. Tenen origen en una confederació tribal formada per set grups: Ga'alwaaq, Kundhuble, Ba'iida, Cufattiile, Sannaya, Sancheele, i Nibiddor, cadascun dividit en diverses branques fins a un total d'uns 20 sub-clans. La majoria parlen oromo però la meitat s'expressa també en somali. Tot i les seves arrels somalis estan oromitzats.
Un woreda (‘districte’) de l'entitat autònoma de Dire Dawa, a Etiòpia, porta aquest nom, tenint per capital Melka Jebdu.